# Kamen-Mukdikin
Kamenj-Mukdikin (rus. Камень-Мугдыкын) je mali nenaseljeni otok u Ohotskom moru, na ruskom Dalekom istoku.

## Geografija
Kamen-Mukdikin leži u zaljevu Odjan. Nalazi se 280 m od obale zaljeva.
Administrativno se Kamen-Mukdikin nalazi u Magadanskoj oblasti, u Rusiji.